# José Luis García Pérez
Pour les articles homonymes, voir José Luis García et García.
José Luis García Pérez est un acteur espagnol né à Séville en 1972.

## Biographie
José Luis García Pérez suit les cours du Centro Andaluz de Teatro,  nommé aux Goya en 2005 avec Cachorro. Il collabore avec Gerardo Herrera et Benito Zambrano.

## Filmographie
2016
- Que Dios nos perdone : Sancho

2012
- Holmes. Madrid suite 1890

2010
- Impávido
- Buried
- Desechos

2009
- Ways to live for ever

2008
- Retorno a Hansala
- Un novio para Yasmina

2007
- Que parezca un accidente
- 8 citas

2006
- Lola Flores, la película
- La sombra de nadie
- Siete mesas (de billar francés)
- Va a ser que nadie es perfecto
- Arena en los bolsillos
- Los aires difíciles

2004
- Volando voy
- Reinas
- El mundo alrededor

2003
- Héctor
- Cachorro
- Lobo
- Recambios
- Mirados (CM)
- Llévame a otro sitio (CM)

2002
- Una pasión Singular
- El Traje

2001
- Semana Santa
- Asalto Informático
- Cuando todo esté en orden

1998I'm fine in Wellington (CM)
1997
- Mucho por vivir (CM)
- Mi nuevo pie de rey (CM)

### Réalisateur
2009Parenthesis (CM)

## Théâtre
- 2011 : La avería
- 2009 : Arte
- 2008-2009 : En la boca del lobo
- 2006-2007 : Closer de Mariano Barroso
- 2003-2004 : 5 y Acción
- 2002 : Silencio
- 2000-2002 : En la boca del lobo
- 1999-2000 : Cuatro y una silla que son cinco de Juan Carlos Sánchez
- 1997 : 
  - Macbeth de David Perry
  - Faith de Julio Fraga
  - Encuentro de poetas de Ramón Bocanegra
  - Vivir como cerdos de Jesús Carlos Salmerón
  - Vamos s dormir de Juan Motilla
- 1996-1997 : Monólogos de máscaras contemporáneas de Juan Carlos Sánchez
- 1996 : Héctor 1,2,3,...,5,6,7 de Santiago Amodeo
- 1993 : El abanico de Lady Windermere de Juan Carlos Pérez de la Fuente
- 1991 : Pero no morirás de B. Soriano

### Réalisateur
- Vampiros, la belleza siniestra (2006)
- Quijotadas (2005)
- Nombre de mujer (1996-1997)
- Vayas donde vayas (1996)

## Télévision
- La nuit sera longue (2022): Lennon
- Amar en tiempos revueltos (2010-2011)
- El criminal (2010)
- Alfonso, el príncipe maldito (2010)
- Acusados (2010)
- Guante blanco (2008)
- Fuera de Lugar (2008)
- Hermanos y detectives (2007)
- Divinos (2006)
- Hospital Central (2006)
- El Comisario (2005)
- Aída (2005)
- Seconde Chance (2004)
- Un, dos, tres (2004)
- El camino de Víctor (2004)
- Ana y los 7 (2004)
- Hospital Central (2002)
- Periodistas (2002)
- Acosadas (2002)
- Secretos de mar (2000)
- Padre Coraje (2000)
- Policías, en el corazón de la calle (2000)
- Periodistas (2000)
- Compañeros (2000)
- Eladio y Compañía (1999)
- Plaza Alta (1998)
- El Séneca (1996)

## Récompenses
- 2010 : Meilleur acteur à la Mostra de València pour "El Criminal".
- 2009 : Meilleur acteur au Festival Internacional de Cine Euro-Árabe AMAL pour "Un novio para Yazmina"
- 2008 : Prix du Cine en Premios "El Público 2008"
- 2007 : Meilleur acteur du Festival de cine español de Peñíscola 2007 pour "Va a ser que nadie es perfecto".
- 2004 : Nommé comme acteur pour les Goya 2004 pour "Cachorro"
- 1999 : Meilleur acteur d'une œuvre de théâtre pour "Cuatro y una silla que son cinco", au Festival de cortos de Andalucía en Huelva.